# GeekDad
GeekDad — веб-сайт, охватывающий множество тем, ориентированный на отцов, относящих себя к категории «компьютерщиков» («гиков»). Популярные категории включают Lego, «Звездные войны» и «Звездный путь», видеоигры, книги и экскурсии. GeekDad также регулярно публикует подкаст, освещающий темы, представляющие интерес для читателей веб-сайта. Блог GeekDad был назван одним из десяти лучших ведущихся блогов за подробные объяснения сложных и замысловатых тем.

## История

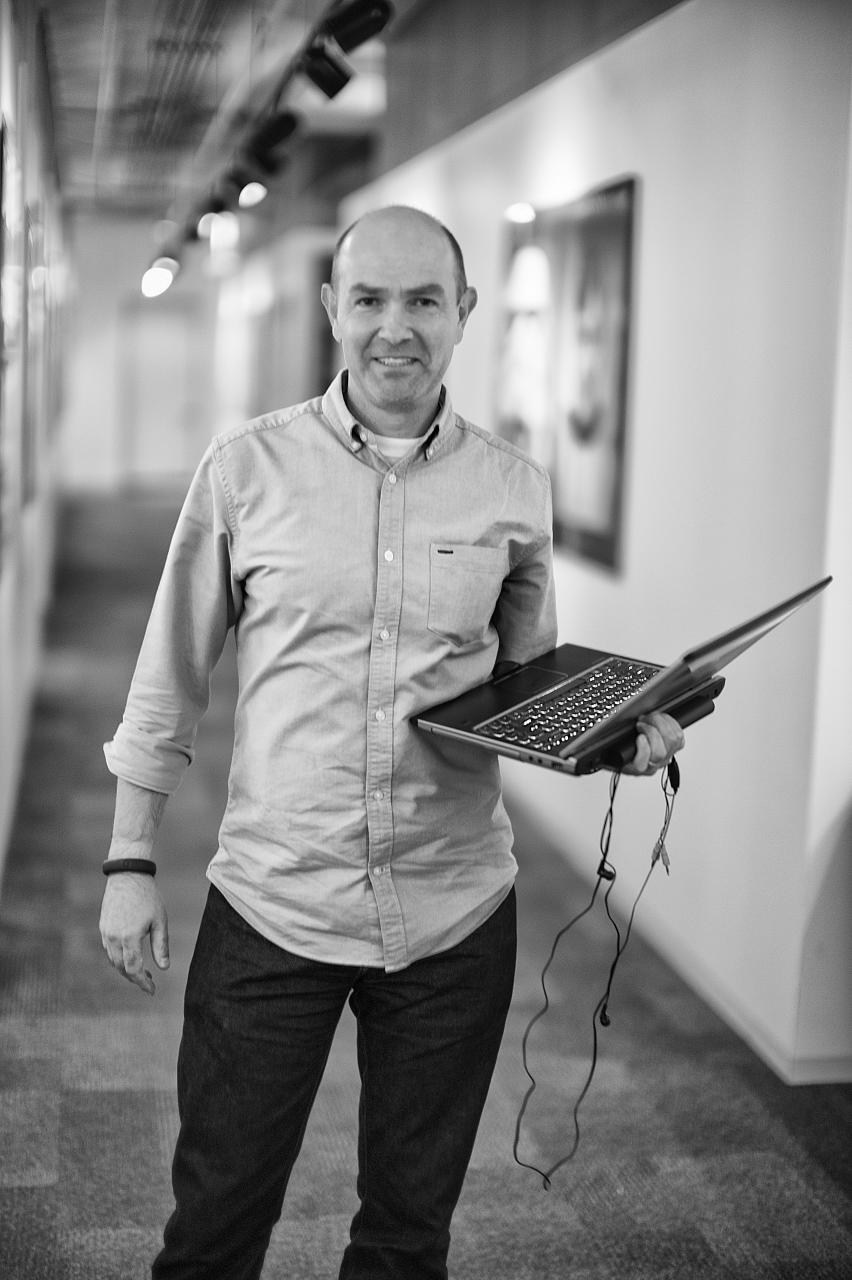
, основатель и почетный редактор GeekDad

GeekDad был основан 15 марта 2007 года редактором Wired Крисом Андерсоном. Андерсона вдохновили выходные, наполненные весельем и приключениями, когда его любовь к радиоуправляемым самолетам и любовь его сына к Lego объединились, и они построили и запрограммировали БПЛА, управляемый с помощью Lego Mindstorms NXT. Желая поделиться этим опытом с другими отцами-гиками, он купил домен geekdad.com, а затем создал блог на сайте Wired. По мере того, как аудитория росла, он понял, что ему нужна помощь, и разослал призыв к авторам. Андерсон пригласил Кена Денмида на борт в качестве лидера GeekDad. Затем Денмид привлек больше авторов и превратил GeekDad в полноценный блог, где основное внимание уделяется вещам, которыми гики могут поделиться со своими детьми.
В 2009 году бренд GeekDad расширился, включив в себя одежду, начав предлагать футболки GeekDad через интернет-магазин ThinkGeek.
Первой книгой GeekDad стала книга Geek Dad: Awesomely Geeky Projects and Activities for Dads and Kids to Share, написанная Денмидом, которая была выпущена 4 мая 2010 года. Второй книгой GeekDad стала GeekDad’s Guide to Weekend Fun, вышедшая 3 мая 2011 года.
28 июня 2010 года журнал Time назвал GeekDad одним из 25 «Лучших блогов 2010 года».
В апреле 2013 года GeekDad покинул Wired из-за спора по контракту с Condé Nast, материнской компанией Wired. В апреле 2015 года GeekDad объявил, что уладил контрактный спор о законном владении торговой маркой GeekDad и останется независимым блогом.
Шеф-редактор — Мэтт Блюм, выпускающий редактор — «Z», старший редактор — Джонатан Х. Лю, издатель и главный редактор — Кен Денмид, почетный редактор — Крис Андерсон.
Среди основных авторов — Дэйв Бэнкс, Даррен Бланкеншип, Дженни Бристоль, Рори Бристоль, Престон Берт, Джейми Грин, Майкл Харрисон, Райан Хиллер, Роб Хаддлстон, Уилл Джеймс, Джеймс Флойд Келли, Энтони Карч, Коррина Лоусон, Мордехай Лучинс, Джим МакКуорри, Брэд Мун, Тони Нуньес, Антон Ольсен, Энди Робертсон, Джадд Шорр, Тони Симс, Рэнди Слейви, Гарт Сандем, Марк Воренкамп, Жюль Шерред.

## GeekMom
GeekMom — это сайт-компаньон для GeekDad, созданный Кеном Денмидом и авторами-женщинами GeekDad, Натанией Бэррон, Кэти Сесери, Корриной Лоусон и Дженни Бристол (затем Дженни Уильямс). GeekMom также был представлен на Wired, а в 2012 году издательством Potter Crafts была опубликована первая книга GeekMom. GeekMom покинул Wired одновременно с сайтом GeekDad.
Помимо редакторов-основателей, GeekMom представила статьи Кари Байрон и следующих авторов: Эми Крафт, Андреа Швальм, Ариана Коффин, Бриджид Эшвуд, Фрэн Уайлд, Хелен Маклафлин, Дженнифер Дэй, Джуди Берна, Кей Холт, Келли Нокс, Крис Бордесса, Кристен Резерфорд, Лора Грейс Велдон, Марзия Карч, Мелисса Вили, Николь Вакелин, Патрисия Фоллмер, Ребекка Энджел, Сара Пино, Рут Суэле, Софи Браун, Синди Уайт, Лиза К. Тейт.

## Награды
| Год  | Номинируемая работа | Категория | Результат |
| ---- | ------------------- | --------- | --------- |
| 2012 | GeekDad             | Webby     | Победа    |

Также GeekDad и GeekMom были номинированы на премию Webby в 2013 году.